# Embryonic
Embryonic är ett musikalbum av The Flaming Lips, lanserat 2009 på skivbolaget Warner Bros. Records. Det är gruppens tolfte studioalbum och deras första dubbelalbum. Eftersom några av frontamnen Wayne Coynes favoritalbum varit dubbelalbum valde han nu själv att ge ut ett med gruppen. Coyne har nämnt Miles Davis och John Lennon som inspirationskällor för albumet. Albumet blev väl mottaget och har det höga betyget 81/100 på Metacritic.

## Låtlista
1. "Convinced of the Hex" – 3:56
2. "The Sparrow Looks Up at the Machine" – 4:14
3. "Evil" – 5:38
4. "Aquarius Sabotage" – 2:11
5. "See the Leaves" – 4:24
6. "If" – 2:05
7. "Gemini Syringes" – 3:41
8. "Your Bats" – 2:35
9. "Powerless" – 6:57
10. "The Ego's Last Stand" – 5:40
11. "I Can Be a Frog" – 2:14
12. "Sagittarius Silver Announcement" – 2:59
13. "Worm Mountain" – 5:21
14. "Scorpio Sword" – 2:02
15. "The Impulse" – 3:30
16. "Silver Trembling Hands" – 3:58
17. "Virgo Self-Esteem Broadcast" – 3:45
18. "Watching the Planets" – 5:16

## Listplaceringar
- Billboard 200, USA: #8[3]
- UK Albums Chart, Storbritannien: #43[4]